# JAPAN FM LEAGUE
JAPAN FM LEAGUE（ジャパン エフエム リーグ）は、日本のFMラジオ放送局における民間放送ネットワークの一つである。

## 概要
1993年10月1日設立。略称はJFL。
先発のテレビ・ラジオネットワークが行っている加盟局同士のニュースやスポーツ中継、番組供給などとは大きく異なり、JFLの理念は各加盟局ごとステーションカラーの自主性・独自性が大きく尊重されているため、東京キー局から放送される全国ネット番組が他のネットワークに比べて極力抑えられ、ネット番組においても各加盟局ごとに「企画ネット番組」として独自制作されることが少なくない。それ故に、通常、放送局によるネットワークでは、在京局がキー局、在阪局や在名局が準キー局と位置付けられているが、JFLにおいては、上記理由からキー局・準キー局の概念が存在しない。但し全国ネットされている一部の番組についてはJ-WAVEが制作に携わっている為、事実上の幹事局と認識されている。
また、他の先発のテレビ・ラジオネットワークと違い、事務局サイトを持たず、グループの説明はJ-WAVE内にあるのみである。
放送対象地域は各局の所在する都道府県のみだが、FM NORTH WAVEは中継局が6局しかなく、道内でも多くの地域で電波受信が不可となっている。他の4局はスピルオーバーで周辺の府県でも受信されている。特に東京スカイツリーから高ERPで送信しているJ-WAVEは関東平野のほぼ全域で受信が可能。
多くの放送局が独自の選曲基準を持ち、一部ジャンルの楽曲のオンエアが極力抑えられている。
J-WAVEを除く各局は平成新局である。
系列5局はすべて、ACジャパン（旧・公共広告機構）の正会員企業の一つであり、5社含む計1000社以上の民間企業・団体が所持する資源を少々出し、広告としてテレビのコマーシャルメッセージなどを通じて同団体の公共広告を放映・展開している。

## 加盟局
| エリア | 愛称          | 社名          | 旧社名                   | 備考                                                                                            |
| ------ | ------------- | ------------- | ------------------------ | ----------------------------------------------------------------------------------------------- |
| 北海道 | FM NORTH WAVE | FM NORTH WAVE | エフエム・ノースウェーブ |                                                                                                 |
| 東京都 | J-WAVE        | J-WAVE        | エフエムジャパン         | radikoでは関東広域扱い。                                                                        |
| 愛知県 | ZIP-FM        | ZIP-FM        | エフエム名古屋           | radikoでは中京広域扱い。                                                                        |
| 大阪府 | FM802         | FM802         | エフエムはちまるに       | radikoでは近畿広域扱い。 外国語放送局のFM COCOLOも運営。                                        |
| 福岡県 | CROSS FM      | CROSS FM      | -                        | 1993年9月1日 - 2008年6月30日までは株式会社エフエム九州が運営。 法人としては別扱いとなっている。 |

## 旧加盟局
| エリア | 愛称    | 社名                 | 旧社名 | 備考                                 |
| ------ | ------- | -------------------- | ------ | ------------------------------------ |
| 新潟県 | FM PORT | 新潟県民エフエム放送 | -      | 加入後すぐに解消。 2020年6月30日閉局 |

## ネット番組
2014年現在では、J-WAVEが幹事となり、他の4局が「連携する形」の体制を敷いている。これは前述通り、JFLの理念自体が「各局のステーションカラーを生かして、連携をとる」というものからであり、表向きJ-WAVEはキー・ステーションともいえるが、あくまで「幹事・制作局」でしかない。
また、HOLIDAY SPECIALを中心に大阪地区では本来のネット局であるFM802は通常編成とし、同社が運営するFM COCOLOが代行ネットする例も多数見られるようになっている。

### J-WAVE制作
- BRIDGESTONE DRIVE TO THE FUTURE（2010年4月 - ）

ZIP-FMにて同時ネット（開始当初は時差ネット、2020年9月まで）。
- UR LIFESTYLE COLLEGE（2016年4月 - ）

全局同時ネット（J-WAVE以外は2017年4月から、CROSS FMは同年10月から放送）。
- DIVE TO THE NEW WORLD（2022年4月 - ）

FM802にて時差ネット。
- ENEOS FOR OUR EARTH -ONE BY ONE-（同上）

全局ネット（J-WAVE以外の各局は時差ネット、2023年9月まで）。
- CITROËN FOURGONNETTE（同上）

ZIP-FMにて時差ネット（2023年4月 - 2025年3月）。
- MUSIC BLOOM（2023年4月 - ）

ZIP-FM・CROSS FMにて時差ネット（2024年4月 - ）。
- meiji FUTURE IS OURS（2025年1月 - ）

FM802以外全局ネット（J-WAVEでは『START LINE』内で放送、他各局は時差ネット。関西ではFM COCOLOが代行ネット）

#### 過去に制作された番組
- CABIN HEAT WAVE
- I.W. HARPER STYLE IN THE CITY

「mo' groove」（J-WAVE・NORTH WAVE・CROSS-FM）制作局はJ-WAVE。
「N.Y N.Y」（FM802）。
「N.Y AFTER DARK」（ZIP-FM）。
- 宇多田ヒカルのトレビアン・ボヘミアン（1999年10月1日 - 2000年9月22日）
  - 宇多田ヒカルのTres Bien! Bohemian Special〜FROM NY〜（2001年3月20日）
  - 宇多田ヒカルのTres Bien! Bohemian Summer Special〜From Tokyo〜（2001年7月20日）

全局ネット。
- nemu RING RING

J-WAVE・ZIP-FMにてネット。
- FLYING EASY（2005年7月 - 2005年12月）

J-WAVE・CROSS FMにてネット。
- ASAHI BEER OZ MEETS JAZZ

全局ネット（2008年9月まで、J-WAVEのみ放送を継続した）。
- BRAVO! BRAVO!

J-WAVE・ZIP-FM・CROSS FMにてネット。
- ASIENCE SPIRIT OF ASIA

全局ネット（J-WAVE以外は2009年4月から放送）。
- Netz STYLE STUDIO（2009年4月 - 2011年3月）

全局ネット、ただしFM802のみ別時刻・自主制作。
- TOYOTA ROAD TO TOMORROW（2011年4月 - 2012年9月）

全局ネット。
- TOYOTA FRIDAY DRIVE WITH ELLIE（2012年10月 - 2014年9月）

全局同時ネット。
- COLORS OF HAWAII

J-WAVE・FM NORTH WAVEにてネット（生ワイド番組に内包）。
- BRIDGESTONE AUTOMOBILE RADIO

ZIP-FMにて同時ネット。
- Force Club READING FOR YOUR HEART（2012年4月 - 2015年3月）

ZIP-FM、FM802にて時差ネット。
- NIPPON SEKIJUJISHA "GAKUKEN" THE REASON WHY（2012年12月 - 2015年3月）

全局時差ネット。
- School TV DREAM TRAIN（2015年4月 - 2016年9月）

ZIP-FM、FM802にて時差ネット。
- VINTAGE GARAGE

2015年9月まではJFL5局同時ネット。
- Antenna TRAVELLING WITHOUT MOVING

2015年4月よりFM802で時差ネット放送開始。2015年10月から2017年3月まではZIP-FMにて同時ネット、FM NORTH WAVE、CROSS FMにて時差ネット。2017年4月から2018年3月までは、再びFM802のみの時差ネットだった。2018年4月からはJ-WAVEのみ放送を継続。
- GOLD RUSH（2012年10月 - 2020年9月）

FM NORTH WAVEにて同時ネット（2019年7月から放送）。
- TOYOTA DRIVE IN JAPAN（2014年10月 - 2022年3月）

全局同時ネット。
- ROPPONGI PASSION PIT（2020年4月 - 2022年3月）

FM802にて時差ネット（2021年4月 - 2022年3月）
- START LINE（2020年10月 - 2023年3月）

FM NORTH WAVEにて同時ネット。
- au FG LIFETIME BLUES（2022年4月 - 2025年3月）

全局ネット（J-WAVE・CROSS FM以外の各局は時差ネット）。

#### 祝日特番
- JFL 5TH ANNIVERSARY SPECIAL 三菱電機モバイル BLOW IN THE SOUTHERN WIND （1998年9月23日 9:30 - 18:30）

JFL発足5周年を記念してJ-WAVEのスタジオから全局ネットで放送された、JFL初の同時生放送番組。ナビゲーターは小林克也、ゲストとしてサザンオールスターズのメンバーが全員出演した。
- JFL 20th ANNIVERSARY FOR THE NEXT (2013年9月23日)

5局共同制作（放送時間とメインDJは放送局別に異なっていた）。
- Café NESCAFÉ presents MEET AT BOOK CAFÉ (2013年11月3日 9:00 - 17:55)

HOLIDAY SPECIALとしてFM802、ZIP-FMと同時生放送。
- Cafe NESCAFE presents MEET AT BOOK CAFÉ（2014年2月11日 9:00 - 17:55）

ホリスペとして5局ネットでの放送だったが、大阪地区はFM COCOLOでの放送となった。
- JFL HOLIDAY SPECIAL NESCAFÉ presents MEET AT BOOK CAFÉ（2014年11月3日 9:00 - 17:55）

ホリスペとして全局同時ネット。
- JFL SPECIAL FOR THE NEXT 2014 〜LIFETIME MUSIC〜 [15]（2014年11月3日 18:00 - 19:55）

全局同時ネット。
- JFL SPECIAL ELECOM FOR THE NEXT 2015 〜NEXT GENERATION〜 （2015年11月23日）

5局共同制作（時差ネット）。
- JFL SPECIAL TSUTAYA ACCESS! MUSIC PLAYLIST（2016年5月4日）

5局時差ネット。
- JFL SPECIAL MEISUI MOUNTAIN TRAIL（2019年8月12日、2020年8月10日）

4局時差ネット（FM NORTH WAVEを除く）。
- J-WAVE SPECIAL / ZIP-FM HOLIDAY SPECIAL TSUCHIYA EARTHOLOGY（2020年7月 - 祝日に不定期で放送）

ZIP-FMにて同時ネット（2022年7月の第6回より）
- JFL SPECIAL HARLEY-DAVIDSON DESIRE FOR FREEDOM（2021年2月23日 18:00 - 20:55 ※ZIP-FMは19:00 - 21:55）

5局共同制作（メインDJは放送局別に異なっていた）。
- JFL SPECIAL NIHON SAFETY LIFE COMPASS（2022年8月11日 18:00 - 19:55）

全局ネット（ZIP-FMは1時間遅れ）。ナビゲーターはスキマスイッチ。
- JFL SPECIAL UR BETTER LIFE, BETTER STYLE（2022年9月19日 18:00 - 19:55）

全局ネット（ZIP-FMは1時間遅れ、CROSS FMは2時間遅れ）。ナビゲーターは吉岡里帆。
- JFL HOLIDAY SPECIAL PILOT CORPORATION presents CLICK FOR THE NEW STAGE（2023年3月21日、2024年3月20日 9:00 - 17:55）

全局同時ネット。ナビゲーターは小山薫堂,クリス智子。
- JFL SPECIAL NIHON SAFETY DRAWING STYLE（2023年5月5日 18:00 - 19:55）

全局ネット（ZIP-FMは1時間遅れ）。ナビゲーターは秦基博。
- JFL HOLIDAY SPECIAL MEIJI CHOCOLATE presents SWEET HARMONY（2024年2月12日 9:00 - 17:55）  - 特設パートは、①11:30～12:00、②14:30～15:00、③16:30～17:00

東名札福＋FM COCOLOでネット。
ナビゲーター：佐藤栞里・川田裕美
「JFL STATION TIME」 - 番組中3回、ご当地企画として特別パートが存在し、この部分は局ごとに差し替えとなるため、一部企画ネットの番組となる。
FM NORTH WAVE - わたなべゆうか／EXILE SHOKICHI、Furui Riho、森ルナ、新井翔
J-WAVE - 山中タイキ
ZIP-FM - 永田レイナ／堀夏喜（FANTASTICS ）
FM COCOLO - 池田なみ子／BONNIE PINK
CROSS FM - 坂口カンナ

### 系列局制作
- Attractive Hokkaido（2021年4月 - ）

FM NORTH WAVE制作。bayfmにて先行ネット。（2022年4月 - ）

#### 過去に制作された番組
- ROYCE' SWEET MUSIC

FM NORTH WAVE制作。J-WAVE以外全局時差ネット（首都圏地区はJ-WAVEではなくbayfmで放送）。

### JFL共同制作
- Power Of Music（毎年9月 2007年まで）

全局ネット。
- FOR THE NEXT（毎年秋 2013年から）

2013年にJFL設立20周年を記念して企画された。2014年以降も企画を継続。
- JFLxTSUTAYA ACCESS!（2016年）

2008年よりFM802で行われていたキャンペーン企画。2016年、JFL5局共同キャンペーンとして展開した。
- H ZETT M 〜HAPPY SATURDAY NIGHT〜（2014年3月までは『PE'Zのサタデーナイトラジオ』） - 2024年3月30日でCROSS FMでの放送は終了。
- RAGTIME LIFE

以上2番組ともFM NORTH WAVE・CROSS FMにて共同制作・ネット。
- HOLIDAY SPECIAL

主にJFL発足記念の特別番組で、企画ネット番組に似た形式で放送される。一部時間帯でJFL各局を結び、JFL全局にネットされる。
上記以外にもJFL共同キャンペーンによる特別番組や、特番の事前番組などが共同制作・または下記のような企画ネット番組として放送されることがある。

#### 過去に制作された番組
- WARNING HIKKI ATTACK!!（1998年10月 - 1999年3月）
- HITS CUTS NOW（1998年1月 - 2002年3月）
- TRANS J-NIC online（2003年4月 - 2004年3月）
- BEAT DELUXE（2004年4月 - 2010年3月）
- RADIO KICKS!（2008年10月 - 2012年9月）

以上すべてFM NORTH WAVE・CROSS FMにて共同制作・ネット

### 企画ネット番組
- HOT 100
  - TOKIO HOT 100（J-WAVE）
  - ZIP HOT 100（ZIP-FM）
  - OSAKAN HOT 100（FM802）
  - SAPPORO HOT 100（NORTH WAVE）
- JOMO MORNING GREETING
  - J-WAVE・FM802・ZIP-FMにて放送
- FREE SPIRIT
  - FM802・CROSS FMにて放送

#### 過去に制作された番組
- REAL-EYES
  - TOKYO REAL-EYES
  - J-WAVEのみ放送継続
- NESCAFE GOLDBLEND INNER SKETCHES
  - J-WAVE・FM802にて放送
- College Radio Japan
  - FM NORTH WAVE・CROSS FMにて放送

## 協力体制
上記のようにJFLは他のラジオネットワークとは性格が大きく異なっているが、JFL各局相互によるスタジオ等の提供など、いわゆる裏送りによる番組制作上の協力体制は整っている。
具体的にはJ-WAVEのみで放送されているレギュラー番組において、その番組出演者がアーティストのコンサートツアーなどの理由などのスケジュールの都合上により、他のJFL加盟局の地域にいる場合、その地域のJFL局からの裏送りでの放送となる。またその際にスタジオ等を提供したJFL局では、通常の番組編成通りに裏送りされている番組とは異なる、レギュラー番組が放送される。
また近年では全国的なコミュニティFM局開局に伴って、J-WAVEを配信している放送局では、後述するようにJ-WAVEにスタジオ等を提供するケースも出てきている。

### コミュニティFMとの関係
コミュニティ放送局では全編自社制作を行うことは、人員、予算、地理、エリア規模などの理由からほぼ不可能に近い為、番組供給の仕組みを利用することが多い。J-WAVEなどのJFL加盟局ではコミュニティFMに対し、自局の放送内容を一定の条件を満たせばリアルタイムでそのまま再送信することを認めており、この仕組みにより日本各地の系列外の局でJ-WAVEの放送内容が流される現象をもたらしている。
JFL加盟局エリア外の局を中心にUSEN440、ならびにSOUND PLANET（USEN、以前はDIGITAL J-WAVE 505）を経由して一定時間内にJ-WAVEの放送内容をそのままリアルタイムで流す（サイマル放送）コミュニティ放送局が少なくない。
番組ネットや番組販売との違いは、供給元局の放送内容を番組単位ではなく時間単位で流すこと、供給元局は基本的に再送信されている局やエリアを意識しないで番組制作を行っていることにあり、供給元局としてはエリア拡大、コミュニティ局側として大都市発の高品質番組を労せず流せるメリットがある一方、供給元の局名やローカル情報（交通情報など）がそのまま各地に流れてしまうデメリットがある。

#### 再送信（サイマル放送）
この関係は「宇多田ヒカルのTres Bien! Bohemian」の放送時には社会的にも注目された。ちなみに、最初にJ-WAVEの再送信を始めたコミュニティFM局は、野々市市のえふえむ・エヌ・ワンである（現在は終了）。また、JFL系列においてはFM NORTH WAVEがコミュニティFM局に配信を実施している。
過去にはJFL加盟局への配慮もあった為か、JFL各局の放送対象地域と重複するコミュニティFM局については、J-WAVEの再送信を認めない傾向にあったが、現在では直接的に放送対象地域が重複する富良野市のラジオふらの（FM NORTH WAVEと重複）・久留米市のドリームスエフエム放送（CROSS FMと重複）において、早朝・深夜また週末を中心にJ-WAVEの放送内容の再送信を実施している。
またJFL各局の放送区域内にかかる局としては、浜松市の浜松エフエム放送（ZIP-FMエリア、配信中止の時期あり）、姫路市の姫路シティFM21（FM802エリア）などで一部時間帯におけるJ-WAVEの放送内容の再送信が行われている。
一方で関東地方のコミュニティFM局では、ほとんどの地域がJ-WAVEのサービスエリアに該当する為に配信は行われなかったが、2011年1月に開局した前橋市のまえばしCITYエフエムに供給を開始している。関東地方において他地方のJFL加盟局（ZIP-FM、FM802など）の再送信は行われていない。

#### 制作協力
最近ではJ-WAVEから供給を受けている放送局が有る場合にスタジオ等を提供して放送するケースも増えてきている。以下に同局の番組「OH! MY RADIO」（現・「RADIPEDIA」）での具体例を挙げる。
- 2005年12月2日 - 森山直太朗が仙台市でのイベントに出演した後の放送の為、ラジオ3から放送。
- 2006年2月20日 - EXILEメンバーのMAKIDAIが、広島市のひろしまPステーション（現・FMちゅーピー）から放送。

### J-WAVE 配信局一覧
実際にオンエアされる番組はそれぞれの局のページなどを参照。

#### 北海道・東北
- ラジオふらの（北海道富良野市）
- FM-JAGA（北海道帯広市）：2019年09月配信終了
- Be FM（青森県八戸市）
- エフエムアップルウェーブ（青森県弘前市）
- 横手かまくらエフエム（秋田県横手市）
- ラヂオもりおか（岩手県盛岡市）
- カシオペアFM（岩手県二戸市）
- きたかみE&Beエフエム（岩手県北上市）
- FMあすも（岩手県一関市）
- FMねまらいん（岩手県大船渡市）：2018年配信終了
- ラジオ3（宮城県仙台市青葉区）
- FMいずみ（宮城県仙台市泉区）
- BAY WAVE（宮城県塩竈市）
- ラジオ石巻（宮城県石巻市）
- H@!FM（宮城県登米市）
- ラジオモンスター（山形県山形市）
- ハーバーRADIO（山形県酒田市）
- FM 愛'S（福島県会津若松市）

#### 関東
- M wave（群馬県前橋市）

#### 中部
- FMぜんこうじ（長野県長野市）
- iステーション（長野県飯田市）
- FMまつもと（長野県松本市）
- FM KENTO（新潟県新潟市中央区）
- ラヂオは〜と（新潟県三条市・燕市）
- 長岡移動電話システム（新潟県長岡市）
- City FM（富山県富山市）
- ラジオ・ミュー（富山県黒部市）
- エフエムいみず（富山県射水市）
- S-Wave（静岡県静岡市）
- COAST-FM（静岡県沼津市）
- Radio-f（静岡県富士市）

#### 近畿・中国・四国
- YES-fm（大阪府大阪市中央区）：2018年配信終了
- BAN-BANラジオ（兵庫県加古川市）
- FM GENKI（兵庫県姫路市）
- ビーチステーション（和歌山県西牟婁郡白浜町）
- RADIO BIRD（鳥取県鳥取市）
- FMくらしき（岡山県倉敷市）
- FMちゅーピー（広島県広島市中区）
- レディオBINGO（広島県福山市）
- FMわっしょい（山口県防府市）：2013年配信終了
- NANAKO（山口県萩市）
- エフエムびざん（徳島県徳島市）：2022年配信終了
- Whale Station（高知県高知市）

#### 九州
- ドリームスエフエム（福岡県久留米市）
- シティエフエム都城（宮崎県都城市）
- FRIENDS FM762（鹿児島県鹿児島市）
- エフエムみやこ（沖縄県宮古島市）

### FM NORTH WAVE 配信局
- FMはな（北海道中標津町）：2010年配信終了
- FMびゅー（北海道室蘭市）
  - wi-radio（北海道伊達市）

### FM802 配信局
- Radio Sweet（滋賀県東近江市）:2022年配信終了
- DARAZ FM（鳥取県米子市）：2014年配信終了

### CROSS FM 配信局
- green pocket（熊本県小国町）：J-WAVEからの切り替え、2018年3月配信終了。[33]